# Tacômetro

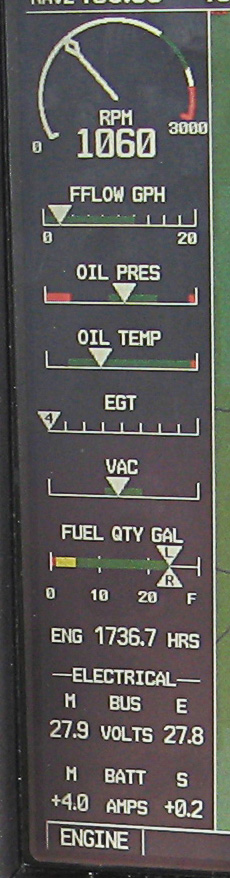
Painel G1000 do Cessna 172 - tacômetro (1,060 RPM) e horas do motor (1736.7 hours)

O tacômetro (português brasileiro) ou tacómetro (português europeu), também conhecido como taquímetro, conta-rotações, conta-voltas ou conta-giros, é um instrumento de medição do número de rotações (geralmente por minuto, RPM) de um motor ou outra máquina.
Sua versão digital é um eletrônico de baixo custo, que pode ser utilizado como um tacômetro óptico ou como um tacômetro de contato, o que permite medir as rotações por minuto em vários tipos de aplicações. Utilizado como tacômetro de contato, permite medir a velocidade linear (metros/segundo). Já quando no modo fototacômetro, dispõe de uma mira laser com precisão até 100 cm de distância do ponto de medição de rotação.
Dispõe também de um indicador de cristal líquido de grande tamanho facilitando a leitura das medições, além de memória de máximo e mínimo.